# Haliclona eterospiculata
Haliclona eterospiculata är en svampdjursart som först beskrevs av Sarà 1978.  Haliclona eterospiculata ingår i släktet Haliclona och familjen Chalinidae. Inga underarter finns listade i Catalogue of Life.